# Alfa Romeo 179C
Der Alfa Romeo 179C ist ein von Autodelta konstruierter Formel-1-Rennwagen, der in den Weltmeisterschaften 1981 und 1982 vom Alfa-Romeo-Werksteam eingesetzt wurde. Der 179C trat die Nachfolge des eineinhalb Jahre vorher präsentierten 179 an. Der 179C erwies sich im Renneinsatz als technisch problematisch. Einzelheiten zu seinen Renneinsätzen sind nicht zweifelsfrei geklärt; überwiegend wird vermutet, dass der 179C zur Mitte der Saison 1981 vorübergehend zurückgezogen und durch andere Fahrzeugtypen, darunter eine modifizierte Version seines Vorgängers, ersetzt wurde.

## Entstehungsgeschichte
Der Mailänder Automobilhersteller Alfa Romeo unterhielt vor und unmittelbar nach dem Zweiten Weltkrieg ein erfolgreiches Motorsportteam, das mit Giuseppe Farina (1950) und Juan Manuel Fangio (1951) die ersten Formel-1-Weltmeister stellte. Mit der Umstrukturierung des Unternehmens von einem Luxus- zu einem Großserienhersteller zu Beginn der 1950er-Jahre war auch der Rückzug aus dem Grand-Prix-Sport verbunden.
Nach einigen kurzlebigen Versuchen mit McLaren (1970) und March (1971) kehrte die seinerzeit noch zum Staatskonzern IRI gehörende Traditionsmarke Alfa Romeo mit Beginn der Saison 1976 wieder dauerhaft in die Formel 1 zurück. Anfänglich belieferte das Unternehmen nur das britische Team Brabham mit Motoren; ab 1979 ging es darüber hinaus auch mit einem eigenen Chassis und einem Werksteam an den Start. Den Bau der Motoren und des Chassis sowie die Organisation des Werksteams übernahm das für Motorsport zuständige Tochterunternehmen Autodelta im Mailänder Vorort Settimo Milanese, das von Carlo Chiti geleitet wurde. Das Werksteam debütierte beim Großen Preis von Belgien 1979 mit dem Alfa Romeo 177, der 1977 entstanden und bei seinem ersten Rennen bereits veraltet war. Im Spätsommer 1979 debütierte beim Heimrennen in Italien dann der neu konstruierte Alfa Romeo 179, der bis zum Ende der Saison 1980 im Einsatz blieb.

### Der 179C als Nachfolger des 179
Eine Regeländerung, die zu Beginn der Saison 1981 in Kraft trat, machte eine grundlegende Überarbeitung des Alfa Romeo 179 erforderlich. Für 1981 verbot die FISA bewegliche Schürzen am unteren Ende der Seitenkästen (Skirts), die in den letzten Jahren üblich geworden waren. Sie hatten den Zweck, den Unterboden zur Optimierung des Bodeneffekts nahezu vollständig abzuschließen. Nunmehr war ein Abstand von 60 mm zwischen Schürze und Fahrbahn vorgeschrieben. Als Reaktion darauf entwickelten viele Teams – unter ihnen auch Alfa Romeo – Mechanismen, mit denen sich die Bodenfreiheit variieren ließ: Auf diese Weise erreichten die Wagen im Stand, d. h. unter anderem bei Kontrollen, den vorgeschriebenen Mindestabstand, während sie im Rennbetrieb auf ein niedrigeres Niveau abgesenkt werden konnten. Die Mechanismen waren nach dem Zweck der Regelung eigentlich illegal; nach längeren Auseinandersetzungen wurden sie aber von der FISA akzeptiert.
Alfa Romeos Version dieser „Wagenheberautos“ war der 179C, der mit einer Fahrwerkshydraulik ausgestattet war. Von diesem Typ baute Alfa Romeo 1981 vier Fahrzeuge, deren Hydraulik in der Praxis mit erheblichen Problemen verbunden war. Nach überwiegender Auffassung kam das Auto nicht in der gesamten Saison zum Einsatz, sondern wurde nach der ersten Saisonhälfte zunächst aufgegeben und durch andere Modelle ersetzt.

### Umstrittenes Verhältnis zum 179D und 179B
Die Renngeschichte des 179C wird im Detail in Fachpublikationen uneinheitlich dargestellt. Sicher ist, dass der 179C vom Auftaktrennen im kalifornischen Long Beach bis zum siebten Saisonrennen in Spanien regelmäßig gemeldet wurde und zum Einsatz kam. Zu den anschließenden Rennen gibt es unterschiedliche Darstellungen.
Einigen Quellen zufolge blieb der 179C auch nach dem Großen Preis von Spanien bis zum Saisonende durchgängig das Einsatzauto des Alfa-Werksteams.  Damit einher geht die Annahme, dass der Alfa Romeo 179D kein eigenständiger Typ, sondern ein bloßes Untermodell des 179C ist.
Zahlreiche andere Quellen behaupten demgegenüber, Alfa Romeo habe den 179C wegen anhaltender Probleme mit der Fahrwerkshydraulik nach dem Großen Preis von Spanien zunächst aufgegeben. Danach erhielten die beiden Alfa-Fahrer Bruno Giacomelli und Mario Andretti für eine Übergangszeit je ein 1980 aufgebautes Auto vom Typ 179, das kleinere Anpassungen erhielt und daraufhin als Alfa Romeo 179B bezeichnet wurde. Als der französische Ingenieur Gérard Ducarouge im Sommer 1981 von der Équipe Ligier zu Autodelta kam, überarbeitete er den 179C kurzfristig. Der 179C in der Ducarouge-Version wurde daraufhin an Bruno Giacomelli gegeben, der mit ihm anstelle des 179B die letzten drei Rennen der Saison 1981 bestritt. Mario Andretti erhielt den überarbeiteten 179C dagegen nicht; er setzte die Saison stattdessen mit dem neuen 179D fort.

## Modellbeschreibung

### Chassis und Fahrgestell
Die grundlegende Konstruktion des 179C entspricht der des 179 von 1979. Allerdings gibt es in Details wesentliche Abweichungen. Während der Alfa Romeo 179 in seiner ersten Version ein aus Aluminiumblechen zusammengebautes Monocoque hat, ist es beim 179C Aluminium in Wabenkernbauweise. Vorn und hinten hat der Wagen jeweils eine Doppelquerlenkerachse mit Umlenkhebeln; Federn und Stoßdämpfer sind innenliegend angeordnet.

### Motor
Als Antrieb diente der als Tipo 1260 V12 bezeichnete Zwölfzylinder-Saugmotor mit einem Hubraum von 2991 cm³ (Bohrung × Hub: 78,5 mm × 51,5 mm) und einem Zylinderbankwinkel von 60 Grad. Der Tipo 1260 V12 war 1978 unter Carlo Chitis Leitung konstruiert worden und debütierte zu Beginn der Saison 1979 als Kundenmotor bei Brabham im BT48. In Alfa Romeos Werksteam war er im Spätsommer 1979 mit dem 179 erstmals erschienen. Der Zwölfzylindermotor hatte eine mechanische Benzineinspritzung von Lucas und eine Zündanlage von Marelli. Die Motorleistung wurde 1981 auf etwa 520 PS geschätzt, die bei 12.000 Umdrehungen pro Minute anfielen; andere Quellen geben 525 PS bei 12.300 Umdrehungen pro Minute an. Damit war Alfa Romeos Motor zusammen mit Matras Zwölfzylindermotor vom Typ MS81 der stärkste Saugmotor – der Cosworth DFV war etwa 30 PS schwächer –, er galt aber als komplex, schwer und defektanfällig.

### Modifikationen durch Gérard Ducarouge
Im Sommer 1981 erhielt Autodelta Unterstützung durch den französischen Ingenieur Gérard Ducarouge, den langjährigen technischen Direktor der Équipe Ligier, der dort nach dem Großen Preis von Großbritannien von Guy Ligier entlassen worden war. Ducarouges Ligier JS11/15 war eines der erfolgreichsten Autos der Saison 1980 gewesen; mit ihm hatte das Team aus Vichy 1980 den zweiten Platz der Konstrukteursmeisterschaft erreicht. Unmittelbar nach seiner Entlassung wechselte Ducarouge zu Autodelta. Die Phase seiner Beschäftigung für Autodelta wird in der französischen Literatur in einem Wortspiel teilweise als Ducarosso (italienisch rosso = französisch rouge = deutsch rot) bezeichnet. Ducarouge begann bei Autodelta umgehend mit der Entwicklung des Alfa Romeo 182 und überarbeitete parallel dazu den 179C. Zwei der vier 179C-Fahrgestelle erhielten Seitenkästen, die im Profil und in der Unterbodengestaltung dem Ligier JS11/15 nachempfunden waren. Außerdem überarbeitete Ducarouge die Aufhängungsgeometrie.

## Lackierung
Der Alfa Romeo 179C ist weiß und rot lackiert. Hauptsponsor war wie schon im Vorjahr der Tabakkonzern Philip Morris International,  der mit der Zigarettenmarke Marlboro auf den Autos warb. Ein weiterer Sponsor war der italienische Lebensmittelhersteller Motta. Wegen des Hauptsponsors und der auf ihn zurückzuführenden Farbgebung ähnelte der Alfa Romeo optisch den vergleichbar gestalteten Wagen von McLaren.

## Renneinsätze

### Weltmeisterschaft 1981
Die 179C wurden in der Saison 1981 von Alfa Romeos Stammfahrern Bruno Giacomelli und Mario Andretti gefahren. Andretti war zum Jahresbeginn von Lotus zu Alfa Romeo gewechselt.
Beim Saisonauftakt in Long Beach starteten Andretti und Giacomelli vom sechsten bzw. neunten Platz. Andretti beendete das Rennen als Vierter, während Giacomelli nach einer Kollision mit Jan Lammers (ATS) ausfiel. Beim folgenden Rennen in Brasilien qualifizierte sich Giacomelli für Startplatz sechs und Andretti für Startplatz 9. Im Rennen verunfallte Andretti bereits in der ersten Runde, während Giacomelli keine ausreichende Renndistanz zurücklegte, um in die Wertung zu kommen. Zwei Wochen später in Argentinien fielen beide Alfa-Romeo-Fahrer im Qualifikationstraining stark ab. Andretti erreichte nur den 17., Giacomelli den 23. Startplatz. Im Rennen kam Andretti als Achter ins Ziel, während Giacomelli nach 51 von 53 Runden wegen Benzinmangels ausfiel. Die zurückgelegte Distanz reichte aber, um als Zehnter gewertet zu werden. 
Beim ersten europäischen Weltmeisterschaftslauf in Imola (Großer Preis von San Marino 1981) belegten die Alfa-Fahrer die Startplätze 9 und 10. Keiner von ihnen beendete das Rennen. Andretti fiel nach einem Getriebedefekt aus, während Giacomelli nach einer Kollision mit Eddie Cheever (Tyrrell) aufgeben musste. In Belgien starteten Giacomelli und Andretti von den Plätzen 17 und 18 und kamen als 9. bzw. 10. ins Ziel. Auch in Monaco erreichten sie nur Qualifikationszeiten, die für die hintere Hälfte des Starterfeldes reichten. Im Rennen fielen beide Fahrer nach Unfällen aus: Andretti kollidierte schon in der ersten Runde mit Andrea de Cesaris (McLaren), Giacomelli später mit dem Tyrrell von Michele Alboreto. In Spanien schließlich ging Giacomelli als Sechster und Andretti als Achter ins Rennen. Andretti hielt seine Position bis zum Zieleinlauf, Giacomelli hingegen beendete das Rennen als Zehnter.
Nach verbreiteter Annahme kam der 179C in den folgenden fünf Weltmeisterschaftsläufen nicht zum Einsatz.
Das Auto kehrte in überarbeiteter Form erst im Spätsommer für die letzten drei Saisonrennen zurück und wurde hier ausnahmslos von Giacomelli gefahren. Beim ersten Rennen nach der Überarbeitung in Monza erreichte Giacomelli den 10. Startplatz; dabei war er im Qualifying mit dem überarbeiteten 179C etwa 0,8 Sekunden schneller als Andretti im 179D. Während Andretti nach einem Motorschaden vor Rennende ausschied, kam Giacomelli auf Platz 8 ins Ziel. In Kanada kam Giacomelli, vom 15. Startplatz aus ins Rennen gehend, mit einer Runde Rückstand auf den Sieger als Vierter ins Ziel. Andretti hingegen beendete das Rennen außerhalb der Punkteränge. Beim Saisonabschluss in Las Vegas erzielte Giacomelli das beste Ergebnis für Alfa Romeo seit dem Wiedereinstieg des Werksteams 1979: Vom achten Startplatz aus wurde er mit 20 Sekunden Rückstand auf den Sieger Dritter. Das war Alfa Romeos erste Podiumsplatzierung während des Engagements der Jahre 1979 bis 1985.

### Weltmeisterschaft 1982
Für das Auftaktrennen der Saison 1982 in Südafrika brachte Alfa Romeo noch einmal die Autos an den Start, die schon beim letzten Rennen 1981 gemeldet worden waren. Der 179D ging an den neu ins Team gekommenen Andrea de Cesaris, während Bruno Giacomelli wie schon im Herbst 1981 einen 179C fuhr. Giacomelli qualifizierte sich mit dem Auto für den 19. Startplatz und kam als Elfter ins Ziel, zwei Plätze vor de Cesaris, der als 16. gestartet war. Beim nächsten Rennen, das zwei Monate später in Brasilien stattfand, war der neu konstruierte Alfa Romeo 182 für beide Fahrer einsatzbereit.

## Rennergebnisse
Die nachstehende Zusammenfassung legt die nicht unbestrittene Auffassung zugrunde, dass Alfa Romeo den Einsatz des 179C nach dem Großen Preis von Spanien 1981 beendete und zeitweise auf den 179B sowie den 179D (zurück-)wechselte.
| Fahrer        | Nr.  | 1   | 2   | 3  | 4   | 5  | 6   | 7  | 8 | 9 | 10 | 11 | 12 | 13 | 14 | 15 | 16 | Punkte | Rang |
| ------------- | ---- | --- | --- | -- | --- | -- | --- | -- | - | - | -- | -- | -- | -- | -- | -- | -- | ------ | ---- |
| 1981          | 1981 |     |     |    |     |    |     |    |   |   |    |    |    |    |    |    |    | 10     | 9    |
| M. Andretti   | 22   | 4   | DNF | 8  | DNF | 10 | DNF | 10 |   |   |    |    |    |    |    |    |    | 10     | 9    |
| B. Giacomelli | 23   | DNF | NC  | 10 | DNF | 9  | DNF | 8  |   |   |    |    |    | 8  | 4  | 3  |    | 10     | 9    |
| 1982          | 1982 |     |     |    |     |    |     |    |   |   |    |    |    |    |    |    |    | 0 (7)  | 9    |
| B. Giacomelli | 23   | 11  |     |    |     |    |     |    |   |   |    |    |    |    |    |    |    | 0 (7)  | 9    |

| Legende  | Legende            | Legende                                                          |
| Farbe    | Abkürzung          | Bedeutung                                                        |
| -------- | ------------------ | ---------------------------------------------------------------- |
| Gold     | –                  | Sieg                                                             |
| Silber   | –                  | 2. Platz                                                         |
| Bronze   | –                  | 3. Platz                                                         |
| Grün     | –                  | Platzierung in den Punkten                                       |
| Blau     | –                  | Klassifiziert außerhalb der Punkteränge                          |
| Violett  | DNF                | Rennen nicht beendet (did not finish)                            |
| Violett  | NC                 | nicht klassifiziert (not classified)                             |
| Rot      | DNQ                | nicht qualifiziert (did not qualify)                             |
| Rot      | DNPQ               | in Vorqualifikation gescheitert (did not pre-qualify)            |
| Schwarz  | DSQ                | disqualifiziert (disqualified)                                   |
| Weiß     | DNS                | nicht am Start (did not start)                                   |
| Weiß     | WD                 | zurückgezogen (withdrawn)                                        |
| Hellblau | PO                 | nur am Training teilgenommen (practiced only)                    |
| Hellblau | TD                 | Freitags-Testfahrer (test driver)                                |
| ohne     | DNP                | nicht am Training teilgenommen (did not practice)                |
| ohne     | INJ                | verletzt oder krank (injured)                                    |
| ohne     | EX                 | ausgeschlossen (excluded)                                        |
| ohne     | DNA                | nicht erschienen (did not arrive)                                |
| ohne     | C                  | Rennen abgesagt (cancelled)                                      |
| ohne     | keine WM-Teilnahme |                                                                  |
| sonstige | P/fett             | Pole-Position                                                    |
| sonstige | 1/2/3/4/5/6/7/8    | Punktplatzierung im Sprint-/Qualifikationsrennen                 |
| sonstige | SR/kursiv          | Schnellste Rennrunde                                             |
| sonstige | *                  | nicht im Ziel, aufgrund der zurückgelegten Distanz aber gewertet |
| sonstige | ()                 | Streichresultate                                                 |
| sonstige | unterstrichen      | Führender in der Gesamtwertung                                   |